# Indische vlekbekeend
De Indische vlekbekeend (Anas poecilorhyncha) is een eend die voorkomt in grote delen van het Oriëntaals gebied. Sinds 2006 beschouwt ook BirdLife International de afsplitsing van deze soort van de Chinese vlekbekeend (A. zonorhyncha)

## Kenmerken
De beide geslachten zijn vrijwel gelijk. De kruin is donkerbruin en de kop en hals zijn grijswit. De oogstreep is bruin, De rug- en schouderveren zijn donkerbruin met lichte randjes. De spiegel is groen met daarboven een witte vlek. De snavel is zwart, de bovensnavelbasis is rood en het uiteinde geel. De lichaamslengte bedraagt 45 tot 60 cm.

## Leefwijze
Het voedsel is zowel dierlijk als plantaardig.

## Voortplanting
Het legsel bestaat meestal uit acht tot veertien eieren, die gedurende 28 dagen worden bebroed.

## Verspreiding en leefgebied
De Indische vlekbekeend komt voor op het Indiase subcontinent en omringende landen zoals Cambodja, Laos, Thailand en Vietnam. De habitat van de Indische vlekbekeend bestaat uit ondiepe meren, plassen en vijvers met wilde begroeiing.
De soort telt twee ondersoorten:
- A. p. poecilorhyncha: India en Sri Lanka.
- A. p. haringtoni: van Myanmar tot zuidelijk China en Laos.

## Status
De Indische vlekbekeend heeft een enorm groot verspreidingsgebied en daardoor alleen al is de kans op de status  kwetsbaar (voor uitsterven) gering. De grootte van de populatie wordt geschat op 150.000 tot 1.100.000 individuen. De aantallen lopen echter terug. Echter, het tempo van achteruitgang ligt onder de 30% in tien jaar (minder dan 3,5% per jaar). Om deze redenen staat deze grondeleend als niet bedreigd op de Rode Lijst van de IUCN.

## Houden en fokken
Deze fraai gekleurde soort grondeleend is zo groot is als de wilde eend. Ondanks zijn tropische herkomst is de vogel winterhard en kan daardoor in Nederland en België in buitenvolières gehouden worden. Houders van deze watervogels moeten deze vogel apart houden omdat de Indische vlekbekeend gemakkelijk kruist met wilde eenden.
De broedtijd is half april met ongeveer 8 tot 14 witte, bruinachtige of bleekgroene eieren. De broedduur is ongeveer 26 tot 28 dagen. De dieren zijn geslachtsrijp aan het eind van het eerste levensjaar.